# Montepuez
Montepuez est une ville située dans la province de Cabo Delgado, au Mozambique.

## Ressources
Un très important gisement de rubis a été découvert dans la région de Montepuez en 2009.

## Source
- (en) Cet article est partiellement ou en totalité issu de l’article de Wikipédia en anglais intitulé « Montepuez » (voir la liste des auteurs).